# Едді Томсон
Едді Томсон (англ. Eddie Thomson, 25 лютого 1947, Роузвелл, Шотландія — 21 лютого 2003, Сідней, Австралія) — шотландський футболіст, що грав на позиції захисника. По завершенні ігрової кар'єри — тренер.
Виступав, зокрема, за клуби «Гартс» та «Абердин», а також молодіжну збірну Шотландії.

## Клубна кар'єра
У дорослому футболі дебютував 1966 року виступами за команду клубу «Гартс», в якій провів сім сезонів, взявши участь у 162 матчах чемпіонату. Більшість часу, проведеного у складі «Гарт оф Мідлотіан», був основним гравцем захисту команди.
Своєю грою за цю команду привернув увагу представників тренерського штабу клубу «Абердин», до складу якого приєднався 1973 року. Відіграв за команду з Абердина наступні три сезони своєї ігрової кар'єри. Граючи у складі «Абердина» також здебільшого виходив на поле в основному складі команди.
Протягом 1976 року захищав кольори команди американського «Сан-Антоніо Тандер».
Завершив професійну ігрову кар'єру в Австралії, у клубі «Сідней Сіті», за команду якого виступав протягом 1977—1980 років.

## Виступи за збірну
Протягом 1969—1970 років залучався до складу молодіжної збірної Шотландії. На молодіжному рівні зіграв у 3 офіційних матчах.

## Кар'єра тренера
Розпочав тренерську кар'єру відразу ж по завершенні кар'єри гравця, 1980 року, очоливши тренерський штаб свого останнього клубу «Сідней Сіті». З 1984 року також входив до тренерського штабу збірної Австралії.
Протягом 1986—1989 років очолював команду клубу «Сідней Олімпік».
1990 року став головним тренером національної збірної Австралії, яку тренував шість років.
Останнім місцем тренерської роботи був японський «Санфречче Хіросіма», головним тренером команди якого Едді Томсон був з 1997 по 2000 рік.
Помер 21 лютого 2003 року на 56-му році життя у місті Сідней внаслідок неходжкінської лімфоми.

## Титули і досягнення
- Володар Кубка націй ОФК: 1996